# تطابق ذاكرة

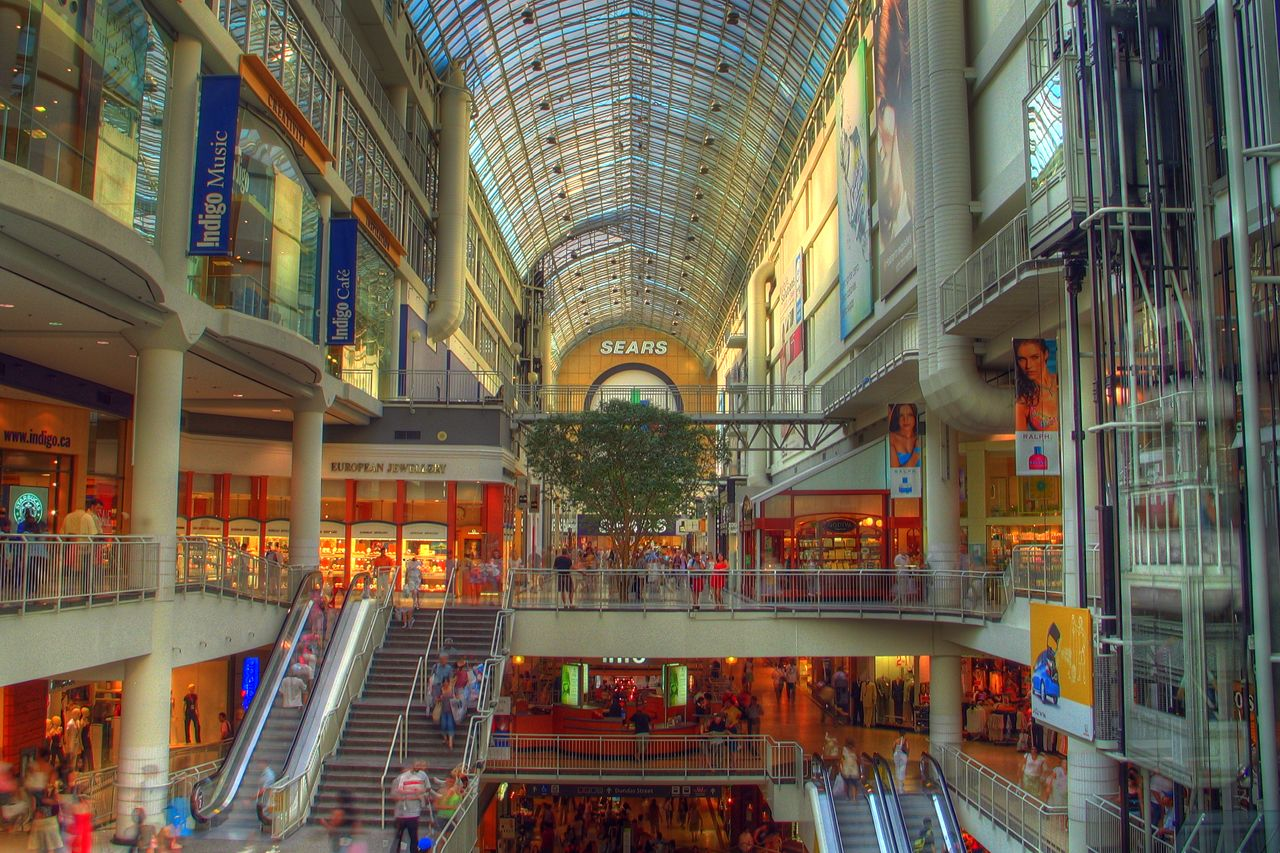

تطابق الذاكرة، ويعرف أيضًا باسم العدوى الاجتماعية للذاكرة، يشير إلى ظاهرة تؤثر فيها الذكريات أو المعلومات المذكورة من قبل الآخرين على الفرد وتندمج مع ذاكرة الشخص. تطابق الذاكرة هو خطأ في الذاكرة بسبب كل من التأثيرات الاجتماعية و «العلوم الزائفة الحمقاء كالدماغ البشري». يمكن تمثيل العدوى الاجتماعية للذاكرة بشكل بارز في المواقف التي تتضمن التفاعلات الاجتماعية، مثل شهادة العيان. كشف البحث عن تطابق الذاكرة أن إيحاءات وأخطاء مراقبة المصدر لها عواقب بعيدة المدى، مع آثار اجتماعية وقانونية مهمة. يرتبط تطابق الذاكرة ارتباطًا وثيقًا مع تأثير مانديلا الذي يظهر بعد تعلم الشخص للمعلومات المضللِّة بعد تجربة حدث ما (مثل تشفير مواد دراسية في المختبر أو تجربة حدث في العالم الحقيقي).

## داخل وخارج إعدادات المختبر

### أمثلة مشهورة من العالم الحقيقي
في عام 2003 وبعد جريمة قتل وزيرة خارجية السويد آنا ليند مباشرة، وُضع الشهود في غرفة مع بعضهم، لكي لا يستطيعوا ترك مسرح الجريمة إلى حين إجراء المقابلات معهم. ناقش الشهود المشهد مع بعضهم البعض خلال تواجدهم في الغرفة، على عكس ما طلب منهم فعله. كانت الأوصاف المعينة التي أعطاها الشهود بخصوص مرتكب الجريمة عند تركهم للغرفة متأثرة ببعضهم البعض، ما تسبب بجمع الشرطة معلوماتٍ خاطئةً حول مرتكب الجريمة عندما كانوا في بداية بحثهم عنه أو عنها. وقد تمت رؤية مرتكب الجريمة ميجيلو ميجيلوفيتش على الكاميرا ولم تطابق أوصافه الأوصاف التي أعطاها شهود العيان. واستُنتج أن سبب هذا البحث الخاطئ يعود إلى مناقشة الشهود قصصَهم مع بعضهم البعض، ما أدى إلى نتيجة تأثير مانديلا للشهود المشاركين.
حدث مثال آخر بعد تفجيرات مدينة أوكلاهوما عام 1995. كان هنالك ثلاثة موظفين يعملون في الموقع الذي استأجر منه تيموثي مكفاي الشاحنة التي استعملها في التفجير. وقد ظن اثنان من الشهود أن مكفاي كان بمفرده، ولكن الشخص الثالث اعتقد أنه أتى مع مساعد. وبعد ترك الثلاثة ليناقشوا الحدث، استنتج الشاهدان أن مكفاي كان قد أتى بالتأكيد مع شخص ثانٍ ليساعده. ويعتقد مكتب التحقيقات الفيدرالي أن هذا «المساعد» لم يكن موجودًا أبدًا بالرغم من بحثهم الأولي عنه أو عنها. وقد يكون الموظف الذي ادعى أنه شاهد المساعد قد أثر على الموظفين الآخرين، متسببًا ادعائهم لاحقًا بوجود مساعد أيضًا.
أيضًا هناك حدث من عام 1941 يشمل رودولف هس يُعتبر مثالًا محتملًا. كان رودولف رئيس أركان أدولف هتلر، سافر إلى اسكتلندا ليقدم عرض سلام إلى دوق هاميلتون بين ألمانيا وبريطانيا. وقد قفز هيس بالمظلة من طائرته على بعد بضعة أميال عن مسارها، وأُلقي القبض عليه واعتُقل، إلى حين جلب شخصين كانا قد التقيا به قبل سنوات للتعرف عليه على أنه رودولف هيس. وقبيل لقائهم بهيس، سمع الشخصان تقريرًا على الراديو يقول إن رودولف هيس قفز بالمظلة إلى اسكتلندا وأُلقي القبض عليه. وقد دحض التقرير تأكيدهم حول هوية هيس عندما عُرض عليهم الرجل المعني. وبالرغم من حقيقية أن حوالي مئة شخص في لندن كان بإمكانهم التعرف على هيس بشكل صحيح، فالتعرّف حصل من قبل هذين الشخصين اللذين توقعا أنهم على وشك التعرف على هيس بسبب التقرير الذي سمعوه. وكان هناك تخمين بوجود شبيه جسَد شخصية هيس في هذا الحدث، بسبب عدم استدعاء أشخاص آخرين أبدًا للتعرف على هيس في السنين اللاحقة.

### الدراسات المختبرية
يمكن لتطابق الذاكرة والمعلومات الخاطئة الناتجة إما أن تُواجَه اجتماعيًا (حوار بين شخصين أو أكثر) أو تُجلب من قبل مصدر غير اجتماعي. وجدت دراسة أنه إذا أُعطي شخص ما معلومات خاطئة خلال نقاش بعد الحدث، فإن دقة ذاكرته تنخفض، ولكن في حال إعطاء معلومات دقيقة للشخص خلال النقاش، فإن استرجاعه للحدث يصبح أدق. حتى مع كون الذكريات الأولية للشخص الخاضع للتجربة دقيقة جدًا، فقد أظهر الأشخاص، الذين ناقشوا ذكرياتهم مع شخص شهد مشهدًا مختلفًا قليلًا، انخفاضًا في الدقة بسبب التطابق. ويمكن أن يكون سماع رواية شخص آخر عن الحادث كافيًا لتغيير ثقة الشخص بذاكرته المسترجعة. شوهد حدوث تطابق الذاكرة في مهام متعلقة بكل من الاسترجاع والتعرّف الحر، وذلك في الدراسات التي تصبح فيها أرجحية إعطاء تفاصيل غير دقيقة للصور من قبل المشاركين أكبر بعد مناقشة الصور مع مشارك آخر.
يمكن خلق تطابق الذاكرة في إطار البحث باستعمال صور أو فيديوهات تصف مسارح الجريمة. وعادةً ما يُقاد المشاركون للاعتقاد أنهم شاهدوا جميعهم نفس المشهد، ولكن في الحقيقة كانت الصور والفيديوهات مختلفة قليلًا لكل مشارك، وقُدّم الأشخاص إلى حلفاء لهم، من الذين وصفوا ذكرى مختلفة لنفس الحدث. وبعد المعاينة، تُختبر دقة المشاركين الأولية، ثم يسمح لهم بمناقشة ذكرياتهم مع الآخرين لرؤية كيفية تأثير التفاعل الاجتماعي على دقة ذكرياتهم. وجدت دراسة مبكرة أنه بالرغم من وجود مشاهد مختلفة، فقد كان 79% من الأزواج قادرين على الوصول لنتيجة متفق عليها، بما معناه أن ما يقارب نصف عدد الأشخاص المشاركين يتفق مع العضو الآخر الذي معه أو معها في الثنائي. ومن الجدير بالملاحظة، أن 98% من المشاركين في هذه الدراسة كانوا دقيقين في استرجاعهم الأول للمشهد.

## الآليات الأساسية
بإمكان ثلاث تأثيرات المساهمة في تطابق الذاكرة وأخطاء العدوى الاجتماعية: التأثيرات المعيارية، تأثيرات المعلومات وأخطاء مراقبة المصدر. مع اعتبار كل من تأثيرات المعلومات والتأثيرات المعيارية على الذاكرة تأثيرات اجتماعية بإمكانها أن تؤدي إلى تطابق الذاكرة.

### التأثيرات الاجتماعية
اقتُرحت التأثيرات المعيارية لأول مرة في تجارب آش للامتثال عام 1955، وتقول إن الناس يميلون إلى الإدلاء ببيانات لا يُصدقونها في المواقف الاجتماعية، لغرض التكيف مع الأعراف الاجتماعية وكسب القبول الاجتماعي. فعلى سبيل المثال، أظهر البحث أن الناس الذين يقومون بتفاعلات اجتماعية بعد حدث ما يميلون إلى تغيير أفكارهم حول الحدث إلى شيء يختلف عمّا شاهدوه في الحقيقة. وفي إحدى التجارب، ذكر 60% من المشاركين نتائج ليس من المحتمل أنهم قد شهدوها.
يصف تأثير المعلومات نوعًا من المطابقة يميل فيه الناس إلى ذكر ما قاله شخص آخر سابقًا بسبب اعتمادهم عليه لحل الشك. ويميل الناس للتأكيد، إذا ما اعتقدوا أن مصدر معلوماتهم كان لديه وقت أكثر لتعلم المواد، أو كان يملك دقة بصرية أفضل، أو عبروا عن ثقة عالية في حكمهم. وجدت إحدى الدراسات أن الذين يُعتبرون أفرادًا ذوي قوة عالية يُرجَح تأثيرهم أكثر على الذين يُعتبرون من ذوي القوة المنخفضة. من المرجح أن يعبر الناس ذوو القوة العالية عن أنفسهم ويقودوا النقاشات، بينما يميل الناس ذوو القوة المنخفضة إلى الاتباع والاعتماد على الأشخاص الأكثر ثقة بأنفسهم.

## مراقبة المصدر
أخطاء مراقبة المصدر هي آلية أخرى تابعة لمطابقة الذاكرة. يمكن لخطأ مراقبة المصدر أن يؤدي إلى إسناد داخلي غير صحيح للذكرى (الاعتقاد أن الذكرى صُنعت من تجربة أولية)، بينما كان لتلك المعلومة في الحقيقة مصدر خارجي (شخص آخر نقل المعلومة). بإمكان التفاعلات الاجتماعية أن تزيد من أخطاء مراقبة المصدر، مع بيان الدراسات القانونية أن المشاركين ينسبون ذاكرتهم إلى مصدر غير صحيح في حوالي 50% من المرات.